# Силія Флорес
Силія Флорес (ісп. Cilia Flores; нар. 1 січня 1953, Венесуела) — венесуельська політична діячка, учасниця Єдиної соціалістичної партії Венесуели (ОСпВ), і член Національних зборів Венесуели з 2000. Займає посаду генерального прокурора країни.
У минулому обрана президентом Національних зборів Венесуели, брала участь у фінансовій комісії зборів. Силія Флорес перебуває у шлюбі з Ніколасом Мадуро, президентом Венесуели.
18 листопада 2016 року двоє племінників Флорес були визнані винними у спробі відправити наркотики до Сполучених Штатів, щоб вони могли отримати велику кількість готівки, щоб допомогти їх сім'ї залишитися при владі.